# Please
Please – piosenka rockowej grupy U2, pochodząca z jej wydanego w 1997 roku albumu Pop. Została wydana jako czwarty singel promujący tę płytę. Okładka albumu przedstawia czterech polityków z Irlandii Północnej - Gerry'ego Adamsa, Davida Trimble'a, Johna Hume'a i Iana Paisleya. Dwa miesiące przed ukazaniem się singla, wersja "Please" nagrana na żywo, wraz z trzema innymi utworami pochodzącymi z trasy Popmart Tour, została wydana na EP, Please: PopHeart Live EP.
"Please" była grana podczas wszystkich koncertów, będących częścią trasy Popmart Tour. W trakcie trasy Elevation Tour Bono i The Edge wykonali utwór akustycznie podczas około dwudziestu koncertów. Piosenka od tamtego czasu nie została nigdy wykonana w całości na żywo.
Dwa widea z występami grupy, nagrane podczas koncertów w trakcie trasy Popmart Tour zostały wydane. Pierwsze to Popmart: Live from Mexico City i drugie, znane jako "Mural Mix" (sfilmowane w Helsinkach, 9 sierpnia 1997 roku), które zostało wydane na "The History Mix" - bonusowym dysku, pochodzącym z albumu The Best of 1990-2000 & B-Sides.

## Lista utworów

### Wersja 1
1. "Please" (wersja singlowa) — 5:36
2. "Dirty Day" (Junk Day) — 4:41
3. "Dirty Day" (Bitter Kiss) — 4:32
4. "I'm Not Your Baby" (Skysplitter Dub) — 5:47

Najbardziej powszechne wydanie CD. Wydanie na kasacie magnetofonowej jako utwór dodatkowy posiadało jedynie "Dirty Day" (Junk Day).

### Wersja 2
1. "Please" (wersja singlowa) — 5:36
2. "Please" (Na żywo z Rotterdamu, 18 lipca 1997) — 7:11
3. "Where the Streets Have No Name" (Na żywo z Rotterdamu, 18 lipca 1997) — 6:33
4. "With or Without You" (Na żywo z Edmonton, 14 czerwca 1997) — 4:38
5. "Staring at the Sun" (Na żywo z Rotterdamu, 18 lipca 1997) — 5:33

Wydanie na CD w Stanach Zjednoczonych, zawierające singlową wersję "Please" i cztery utwory wykonane na żywo, które wcześniej znalazły się w innych krajach na EP, Please: PopHeart Live EP.

## Pozycje na listach
| Kraj/Lista                             | Pozycja |
| -------------------------------------- | ------- |
| Wielka Brytania (UK Singles Chart)     | 7       |
| Kanada                                 | 10      |
| Australia (ARIA Charts)                | 23      |
| Stany Zjednoczone (Modern Rock Tracks) | 31      |